# 勒布里尼翁
勒布里尼翁（法語：Le Brignon，法語發音：[lə bʁiɲɔ̃]）是法国上卢瓦尔省的一个市镇，位于该省中南部，属于勒皮区。

## 地理
勒布里尼翁（44°56'7"N, 3°52'48"E）面积34.9 平方千米，位于法国奥弗涅-罗讷-阿尔卑斯大区上盧瓦爾省，该省份为法国中南部省份，北起多姆山省和卢瓦尔省，西接康塔爾省，南至洛泽尔省，东临阿尔代什省。
与勒布里尼翁接壤的市镇（或旧市镇、城区）包括：阿尔朗德、凯尔、沙德龙、科斯塔罗、古代、朗多斯、圣马丹德菲热尔、卢瓦尔河畔索利尼亚克。

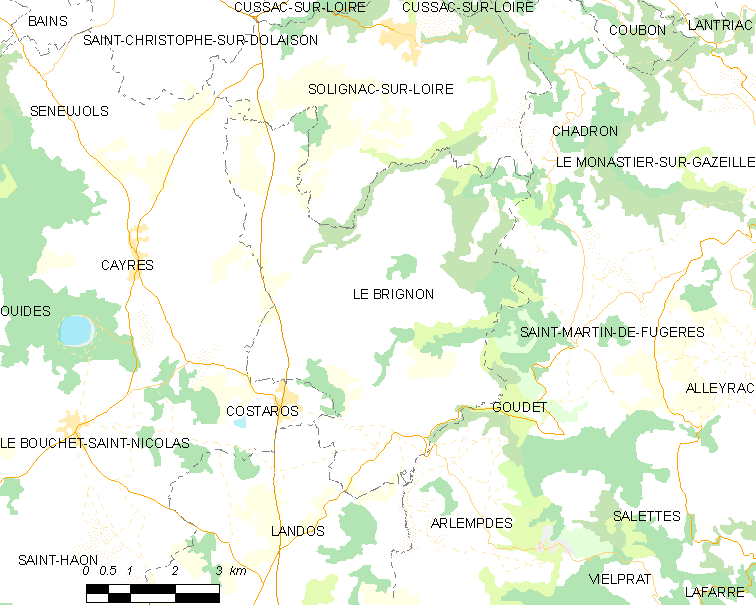
勒布里尼翁的OSM定位图

勒布里尼翁的时区为UTC+01:00、UTC+02:00（夏令时）。

## 行政
勒布里尼翁的邮政编码为43370，INSEE市镇编码为43039。

## 政治
勒布里尼翁所属的省级选区为火山沃莱县。

## 人口

1962-2008年间勒布里尼翁人口变化图示

勒布里尼翁于2022年1月1日时的人口数量为615人。